# Guerra de libertação nacional
As guerras de libertação nacional, também referidas como guerras de independência, correspondem à luta armada em prol da descolonização de um povo ou nação. São caracterizadas pela busca da autodeterminação, mediante o fim da dominação de uma força política e militar estrangeira, geralmente apresentada na forma colonial ou de invasão, seguida de ocupação militar direta do território. No caso da ocupação militar, também é chamada de "guerra de resistência".

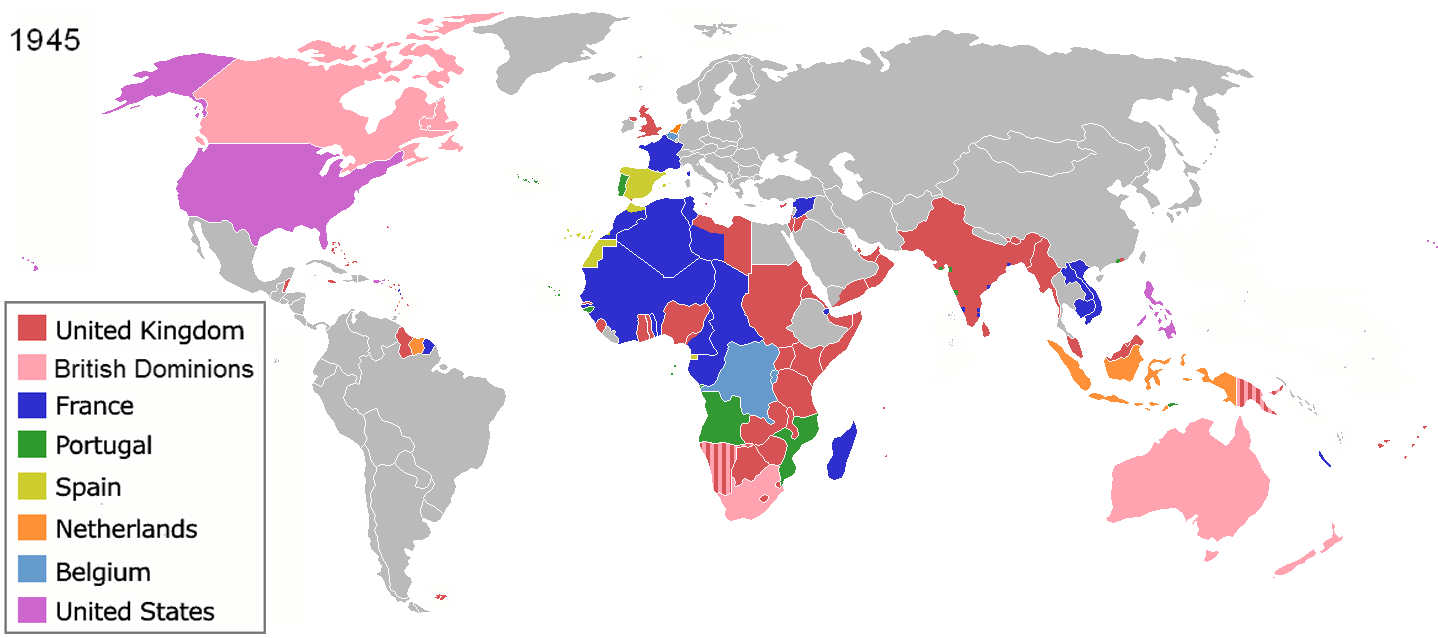
Áreas coloniais em 1945.

Existem vários casos de lutas de libertação nacional, algumas das quais são difíceis de se distinguir dos movimentos meramente separatistas. A principal diferença está no fato de que os movimentos de libertação nacional aparecem em áreas onde há claramente uma identidade nacional separada daquela do país que colonizou a região, ou seja, pressupõe a existência de alguma identidade nacional formada anteriormente ou durante o processo de ocupação colonial. No caso do separatismo, normalmente o movimento pela secessão aparece em uma região ou província de um país quando este já é um Estado independente.
Dentre os casos de luta de libertação nacional mais importantes do século XX, destacam-se os processos de descolonização ou independência  das antigas colônias europeias na África e Ásia. A longa luta de libertação nacional do povo vietnamita é tida como um caso exemplar de guerra de libertação nacional, em que o povo do país lutou contra os colonizadores franceses; depois, contra os invasores japoneses, seguidos de novos contingentes franceses e, por fim, dos invasores norte-americanos.
Dentre os casos de luta de libertação nacional envolvendo forças de resistência contra invasores que foram derrotados e não chegaram a colonizar realmente o país ocupado, destacam-se a luta da resistência francesa e da resistência soviética contra as forças invasoras da Alemanha, e a resistência chinesa contra as forças de invasão do Japão, ambas durante a II Guerra Mundial.
Atualmente existem territórios em que são travadas lutas de libertação nacional, com amplo reconhecimento internacional incluindo a existência de países que reconheceram a independência destes Estados, embora a força ocupante ainda não tenha aceito a independência:
- Estado da Palestina, em luta pela independência de Israel
- Saara Ocidental, em luta pela independência do Marrocos

Também existem países militarmente ocupados, onde são travadas guerras de libertação nacional pelos movimentos de resistência, geralmente envolvendo táticas de guerrilha, como no caso do Iraque.